# 兜沼站
兜沼站（日语：／ Kabutonuma eki */?）是屬於北海道旅客鐵道（JR北海道）宗谷本線沿線的無人車站，位於日本北海道天鹽郡豐富町。車站編號為W76。

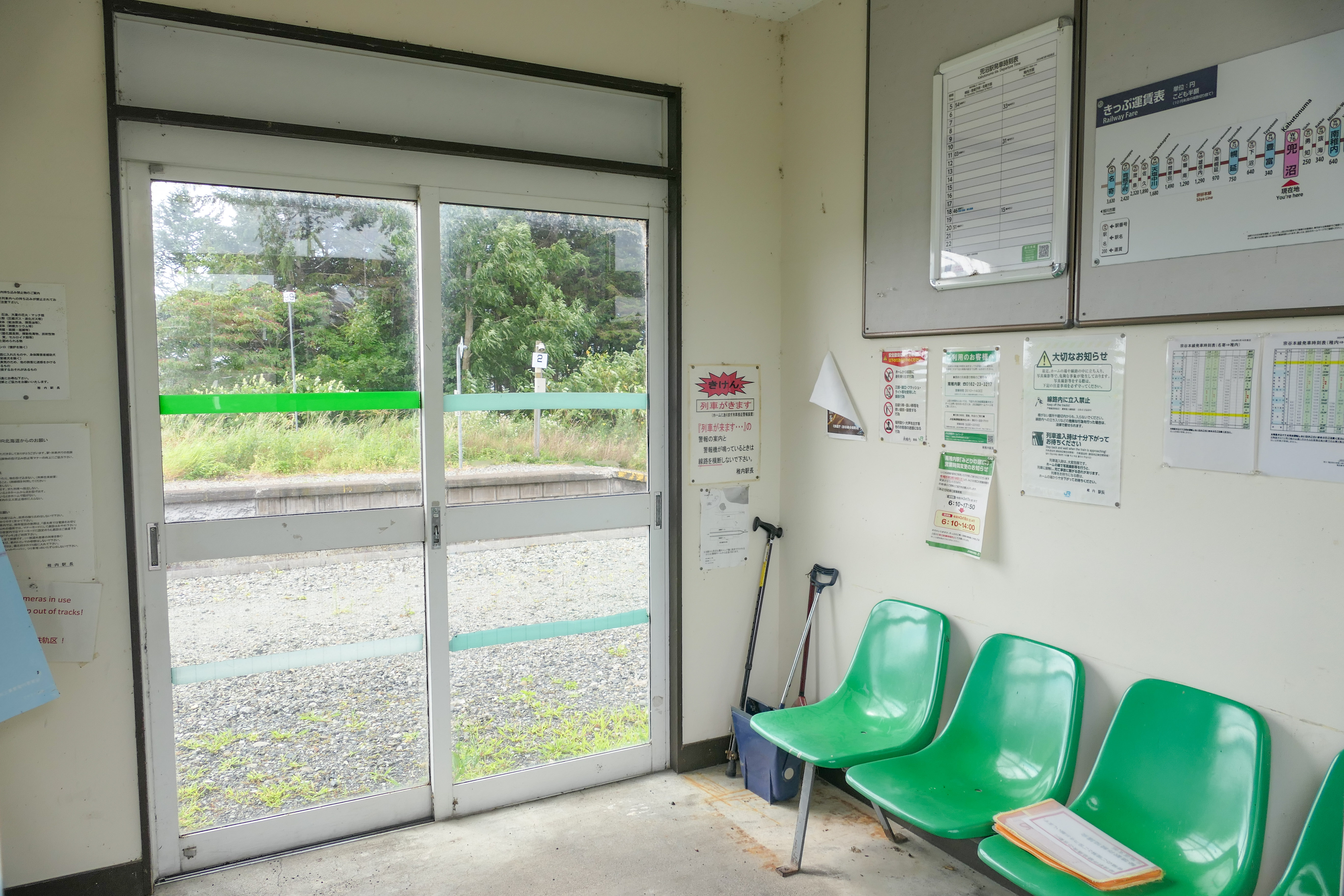
車站內部（2024年8月）

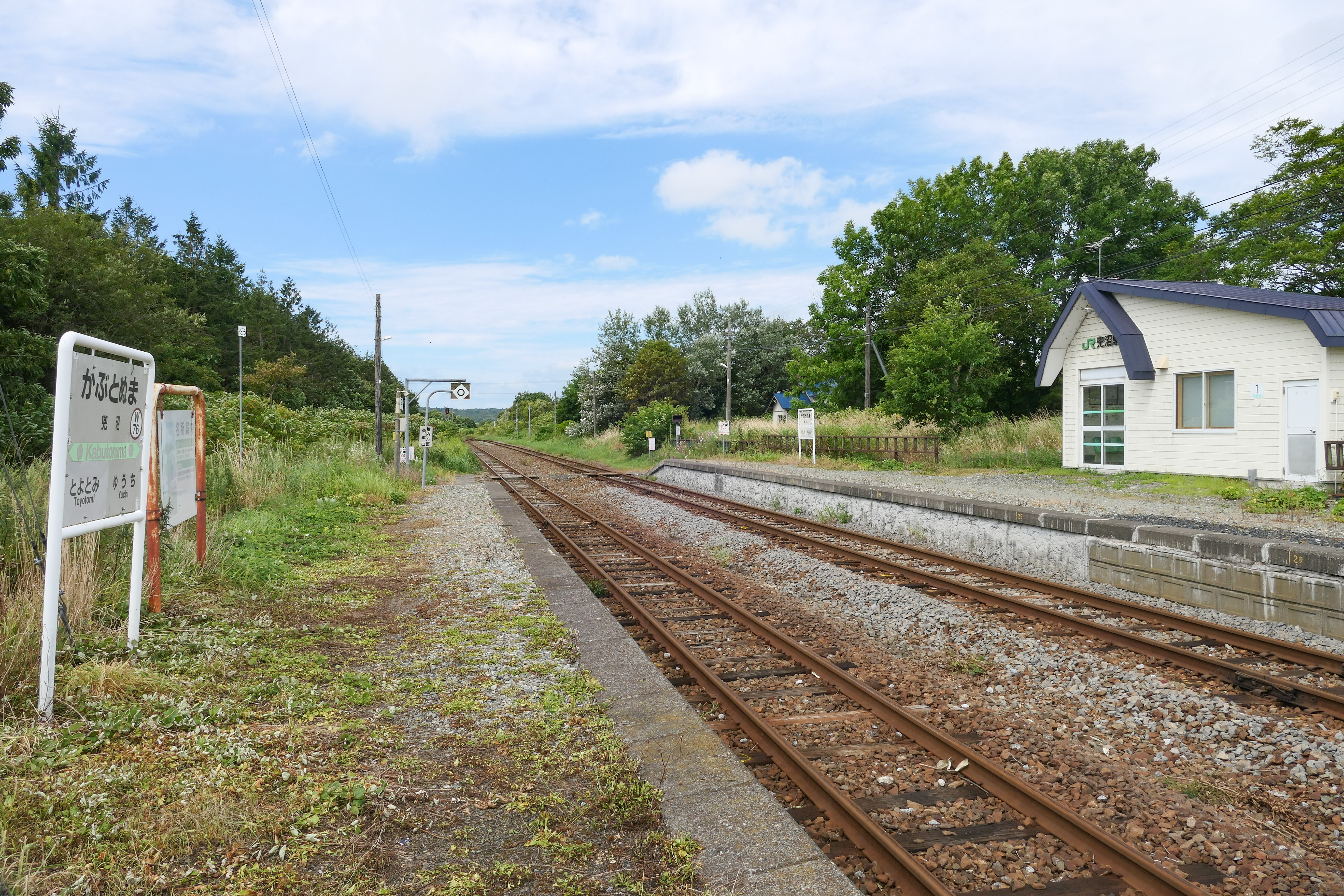
月台（2024年8月）

## 車站構造
本站為設有兩個相對式月台及兩條乘車線的無人站。本站的站房為木造站房，站內設有洗手間。

## 歷史
- 1924年6月25日：日本國有鐵道天鹽北線兜沼站啟用。
- 1982年3月29日：停止貨物裝卸。
- 1984年：

- 2月1日：取消行李處理。
- 11月10日：停止售票及檢票服務，但繼續配置處理閉塞事務的職員。

- 1986年11月1日：降成為無人站。
- 1987年4月1日：國鐵分割民營化，兜沼車站的經營轉由JR北海道繼承。

## 車站周邊
車站能夠眺望利尻富士。
- 北海道道510號拔海兜沼停車場線
- 北海道道616号上勇知兜沼停車場線
- 北海道道1118號兜沼停車場線
- 豐富町辦公室兜沼分所
- 天鹽警署（日语：天塩警察署）兜沼辦公室
- 兜沼郵局
- 豐富町立兜沼中、小學
- 兜沼公園
- 兜沼公園野營地
- 言問之松 - 位於兜沼公園附近，為超過1,200年的東北紅豆杉。
- 三澤牧場 - 專門生產只進行沒農藥放牧的乳牛提取，經過非均化低溫消毒的高級牛奶。
- Mrs. Robinson - 奉行慢食主義的農場餐廳，已經搬遷至稚內市。
- 佐呂別原野（サロベツ原野）
- 佐呂別農場（サロベツファーム）
- 兜沼 - 位於車站西南約0.5公里。

## 相鄰車站
北海道旅客鐵道（JR北海道）
■宗谷本線
■特急「宗谷」、「佐呂別」
通過
■普通
豊富（W74）－兜沼（W76）－勇知（W77）

## 外部連結
- （日語）JR北海道 – 兜沼站（页面存档备份，存于）
- （日語）全驛參觀之旅 （页面存档备份，存于）